# Martinet tigrat rogenc
El martinet tigrat rogenc (Tigrisoma lineatum) és una espècie d'ocell de la família dels ardèids (Ardeidae). Habita aiguamolls a les sabanes, corrents fluvials del bosc, pantans i manglars des d'Hondures cap al sud, fins a l'Equador (pels dos vessants dels Andes), est del Perú i de Bolívia, i Brasil fins a Mato Grosso. També al sud i est de Brasil, nord d'Uruguai, el Paraguai i nord de l'Argentina.